# Encounter - Il contatto
Encounter - Il contatto (Encounter) è un film del 2018 diretto da Paul Salamoff.

## Trama
Dopo aver perso sua figlia in un incidente un'artista in sedie a rotelle trova insieme ad alcuni amici un oggetto misterioso ultraterreno in un campo rurale che presto risulterà pericoloso.

## Distribuzione
Il film è stato distribuito nelle sale cinematografiche italiane a partire dal 09 dicembre 2018.